# Castilleja ambigua
Castilleja ambigua är en snyltrotsväxtart som beskrevs av William Jackson Hooker och Arn.. Castilleja ambigua ingår i släktet målarborstar, och familjen snyltrotsväxter.

## Underarter
Arten delas in i följande underarter:
- C. a. humboldtiensis
- C. a. insalutata
- C. a. meadii